# Craig Hosmer
Chester Craig Hosmer (ur. 6 maja 1915 w Brea, zm. 11 października 1982) – amerykański polityk, członek Partii Republikańskiej.

## Działalność polityczna
W okresie od 3 stycznia 1953 do 3 stycznia 1963 przez pięć kadencji był przedstawicielem 18. okręgu, a od 3 stycznia 1963 do rezygnacji 31 grudnia 1974 przez sześć kadencje przedstawicielem nowo utworzonego 32. okręgu wyborczego w stanie Kalifornia w Izbie Reprezentantów Stanów Zjednoczonych.